# محمد المقری
محمد المقری (انگلیسی: Muhammad al-Muqri; ۱۸۵۱ یا ۱۸۵۴ – ۹ سپتامبر ۱۹۵۷) سیاست‌مدار اهل مراکش بود. وی از سال ۱۹۱۱ تا ۱۹۵۵ وزیر اعظم کشور مراکش بوده‌است.